# Kasteel van Barnich
Het kasteel van Barnich, ook wel het kasteel van Autelbas genoemd, is een kasteelruïne in het Belgische dorp Autelbas-Barnich (Aarlen) in de provincie Luxemburg. Het kasteel is gelegen aan de Autelbas, een zijbeek van de Eisch.
De huidige overblijfselen van het kasteel zijn gebouwd op de ruïnes van het oude kasteel uit de 13e eeuw. Huart II, heer van Autel, baljuw, diplomaat van de Boheemse koningen en civiel en militair gouverneur van het hertogdom Luxemburg verzette zich, net als de rest van de Luxemburgse adel, tegen Anton van Bourgondië. Door zijn huwelijk met Elisabeth van Görlitz in 1409 verkreeg hij het hertogdom. Het oude kasteel van Autel werd ingenomen en vernietigd in 1412.
Het nieuwe kasteel, gebouwd in 1432, werd bewoond door de familie Dautel van Autelbas tot in de late 16e eeuw.
In 1371 strekte het domein zich grofweg uit over de vallei van Autelbas en een klein deel van de vallei van de bovenloop van de Eisch (van Grass en Kahler in het zuiden tot aan het noordkant van Steinfort).
In 1802 moest baron van Hinderer, gedwongen door faillissement, het kasteel en zijn gronden openbaar verkopen. Advocaat Tinant kocht alles en exploiteerde de boerderij. De heer Tinant had geen nageslacht en na zijn dood bezetten de pachters het domein.
Tijdens de Eerste Wereldoorlog werd het landgoed in stukken verkocht aan de dorpelingen. Het kasteel zelf was sinds 1966 niet meer bewoond en veranderde nog verscheidene malen van eigenaar.
Het kasteel is geklasseerd als belangrijk erfgoed van Wallonië sinds 1976. In augustus 1983 werd het kasteel zwaar beschadigd door een brand.
Sinds 1998 werden delen gerenoveerd om de ruïne te behouden.